# Treemap

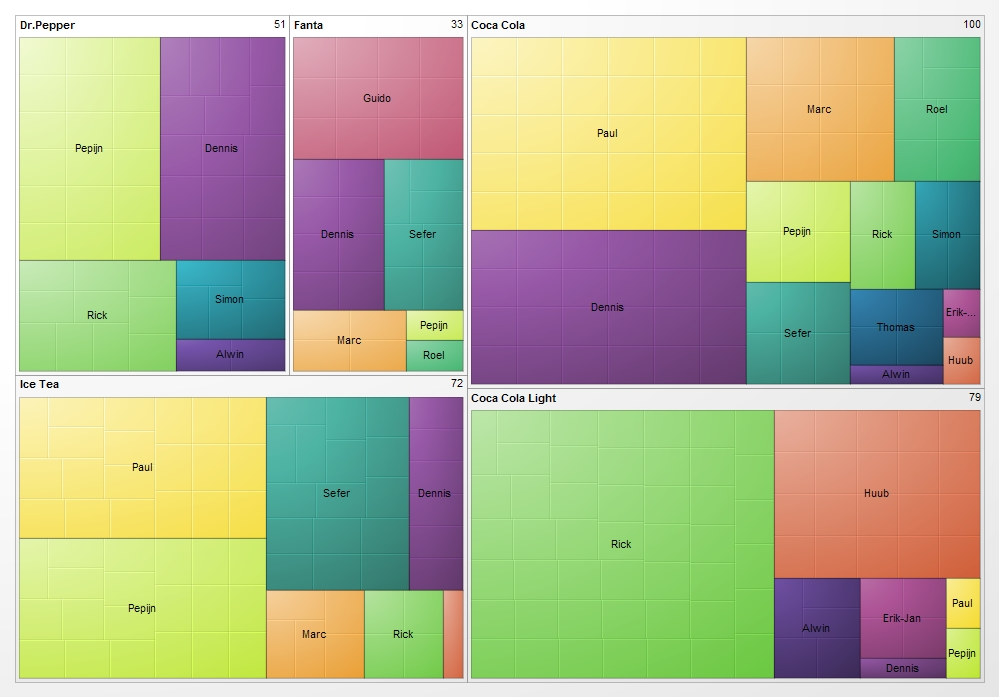
Treemap delle preferenze di bevande gassate in un piccolo gruppo di persone

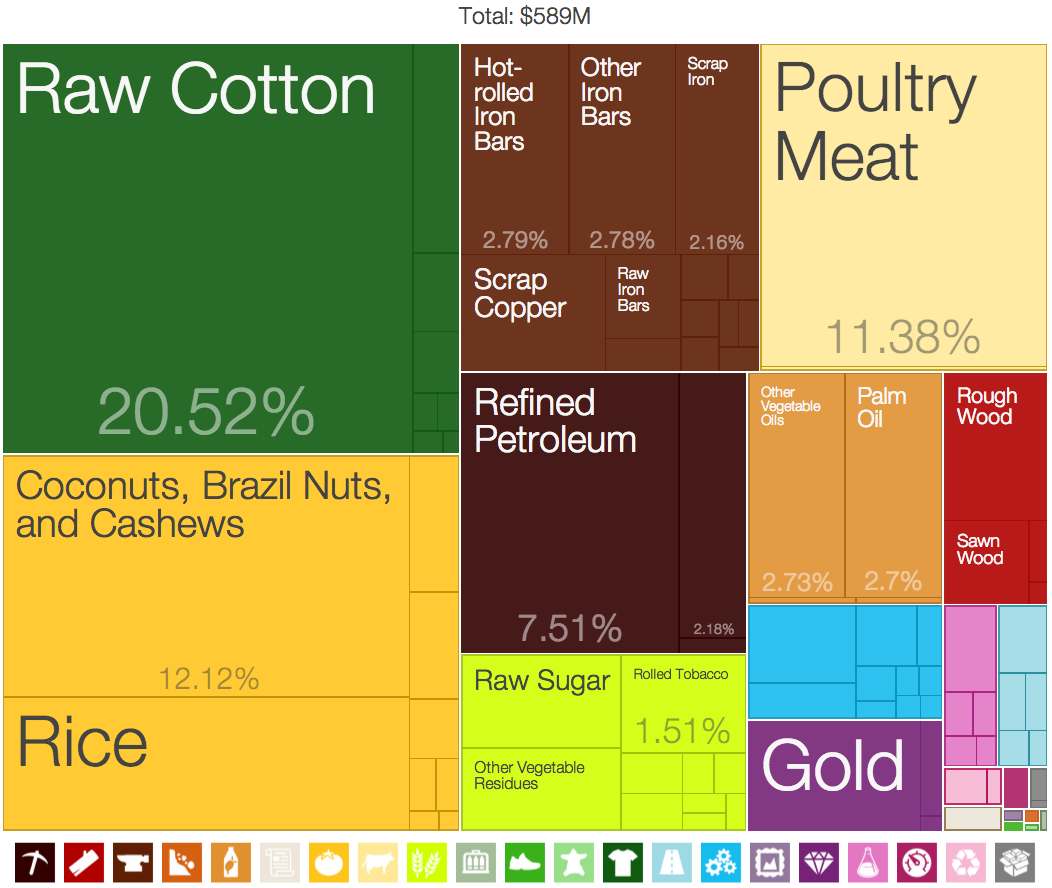

Una treemap (mappa alberata o mappa ad albero) in visualizzazione delle informazioni è un metodo per mostrare dati gerarchici usando rettangoli innestati.

## Storia
Le treemap furono ideate nel 1990 da Ben Shneiderman per rispondere al problema di dover gestire lo spazio dei dischi rigidi nel suo dipartimento all'Università del Maryland. L'anno dopo tale idea fu ufficialmente presentata con una pubblicazione universitaria.

## Software
Alcuni software che fanno uso delle treemap (tra cui molti analizzatori di contenuti dei dischi rigidi) sono:
- TreeSize
- WinDirStat